# Buxières-sous-les-Côtes
Buxières-sous-les-Côtes ist eine französische Gemeinde mit 266 Einwohnern (Stand 1. Januar 2022) im Département Meuse in der Region Grand Est (bis 2015 Lothringen). Der Ort liegt im Kanton Saint-Mihiel (bis 2015: Kanton Vigneulles-lès-Hattonchâtel) im Arrondissement Commercy.

## Geografie
Die Gemeinde liegt im Regionalen Naturpark Lothringen am Ostrand der Côte de Meuse und am Westufer des Lac de Madine. Die Gemeinde wird von den Dörfern Buxières-sous-les-Côtes, Buxerulles und Woinville gebildet.

## Geschichte
Buxières-sous-les-Côtes wurde erstmals urkundlich als Buxarias im Jahr 709 erwähnt. Der Name spielt auf die Buchsbäume an, die hier angepflanzt wurden. Die Fusion der drei Vorläufergemeinden Buxerulles, Buxières-sous-les-Côtes (alte Gemeinde) und Woinville erfolgte am 1. Januar 1973.

### Bevölkerungsentwicklung
| Jahr                                                | 1962 | 1968 | 1975 | 1982 | 1990 | 1999 | 2006 | 2011 | 2019 |
| Einwohner                                           | 393  | 316  | 282  | 280  | 276  | 277  | 275  | 277  | 290  |
| Quellen: Cassini und INSEE; heutiges Gemeindegebiet |      |      |      |      |      |      |      |      |      |

## Sehenswürdigkeiten
- Kirche Saint-Georges von 1847 in Buxières-sous-les-Côtes
- Kirche Sainte-Marguerite aus dem 19. Jahrhundert in Buxerulles
- Kirche Saint-Pierre aus dem 19. Jahrhundert in Woinville
- Kapelle des Bures von 1890 in Buxières-sous-les-Côtes
- Menhir von Woinville